# Christ Church Gut
Christ Church Gut ist ein so genannter ghaut (gut), ein ephemeres Gewässer ähnlich einer Fiumara, auf St. Kitts, im karibischen Inselstaat St. Kitts und Nevis.

## Geographie
Der Fluss entspringt im Zentrum von St. Kitts, am Nordabhang des Verchild’s Peak. Er verläuft nach Norden und mündet bald bei Nichola Town in den Atlantik, ganz in der Nähe zur Mündung der beiden benachbarten Nichola Town Gut und Bakers Gut. Der Flusslauf bildet teilweise die Grenze der Parishes Christ Church Nichola Town und Saint John Capisterre.